# Komunální odpad

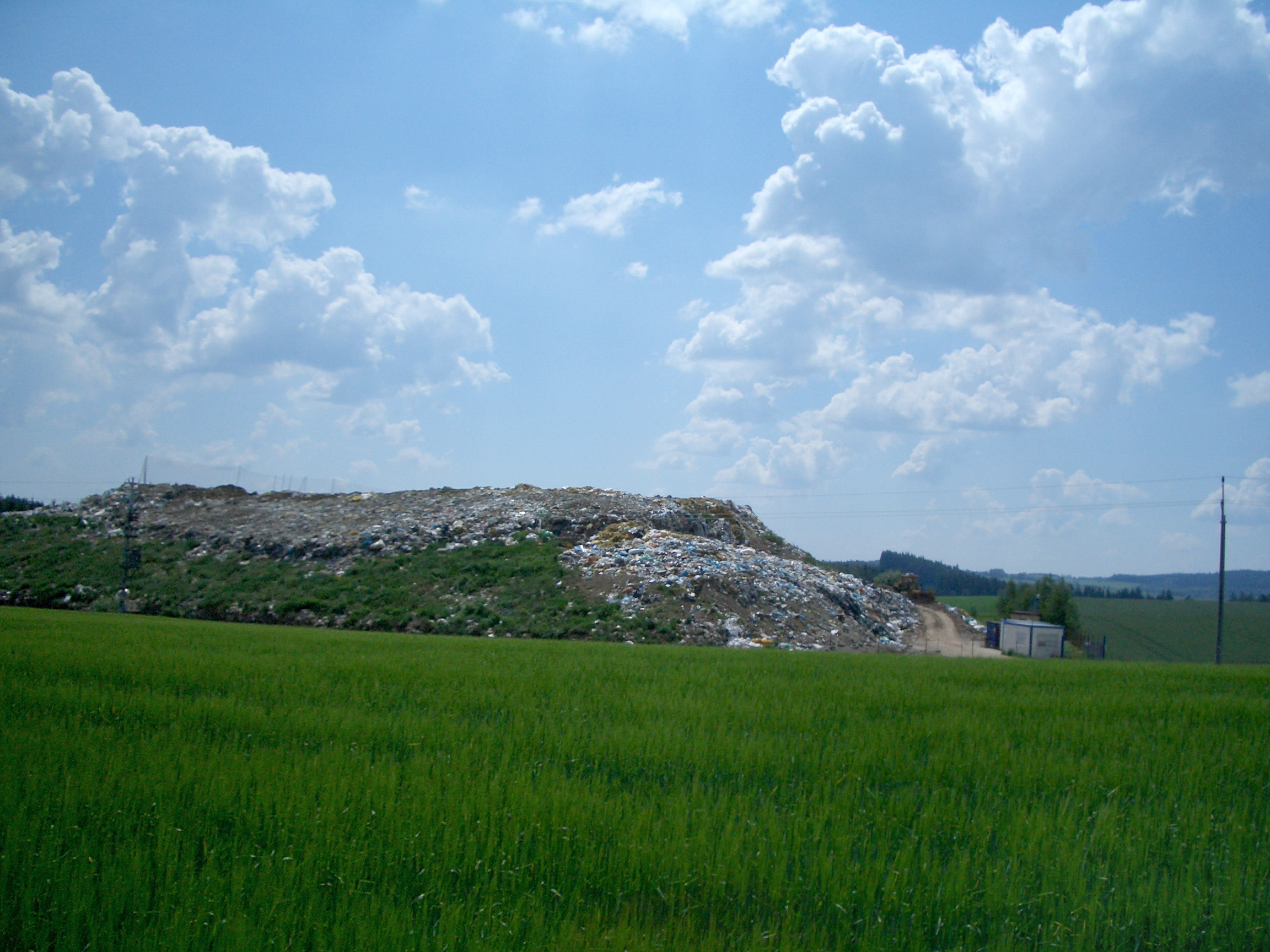
Skládka komunálního odpadu v obci Vyskytná nad Jihlavou

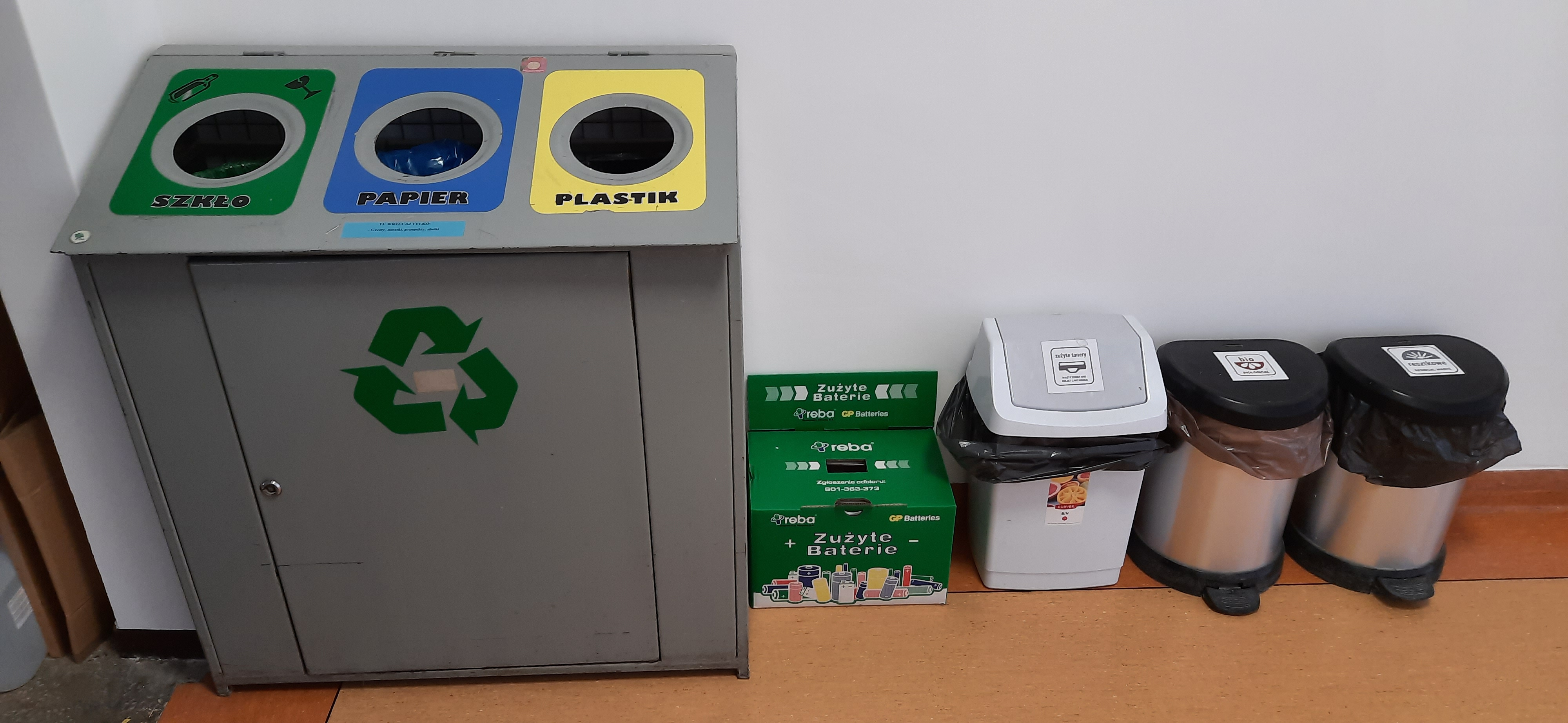
Recyklační bod, Gdaňská Technická Univerzita

Komunální odpad nebo také směsný odpad je podle legislativy veškerý odpad vznikající při činnosti fyzických osob (domácností) na území obce. Komunální odpad zahrnuje: tuhý komunální odpad, domovní odpad, objemný odpad apod. Jedná se o odpad, který není separován, nebo ho již dále separovat nelze. Složkou komunálního odpadu je biologicky rozložitelný (komunální) odpad, ve zkratce BRKO nebo BRO.
Zbytkový komunální odpad je složka komunálního odpadu, která zbývá po vytřídění využitelných a nebezpečných složek a objemného odpadu.

## Sběrné nádoby

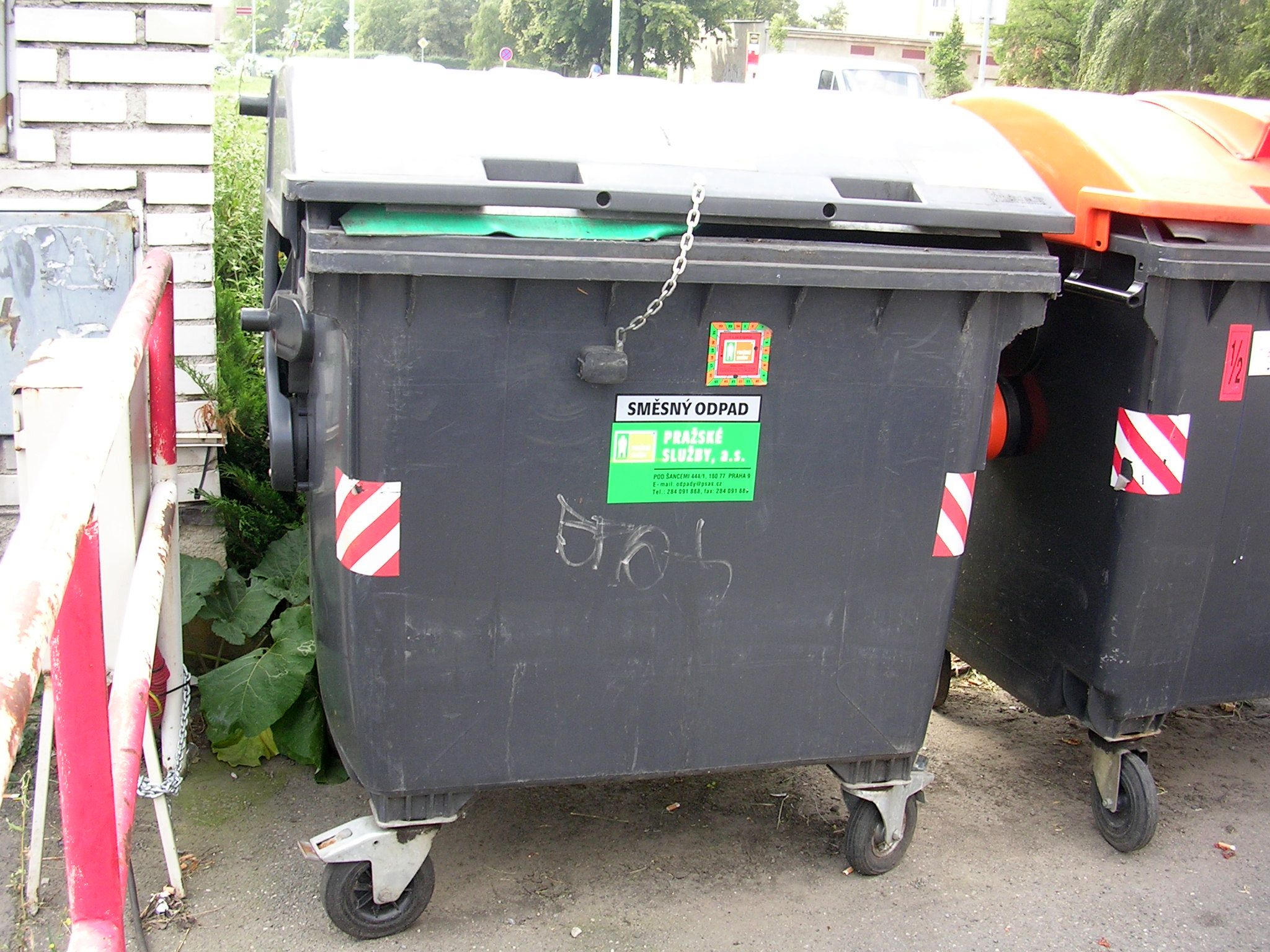
Kontejner na směsný odpad v Praze

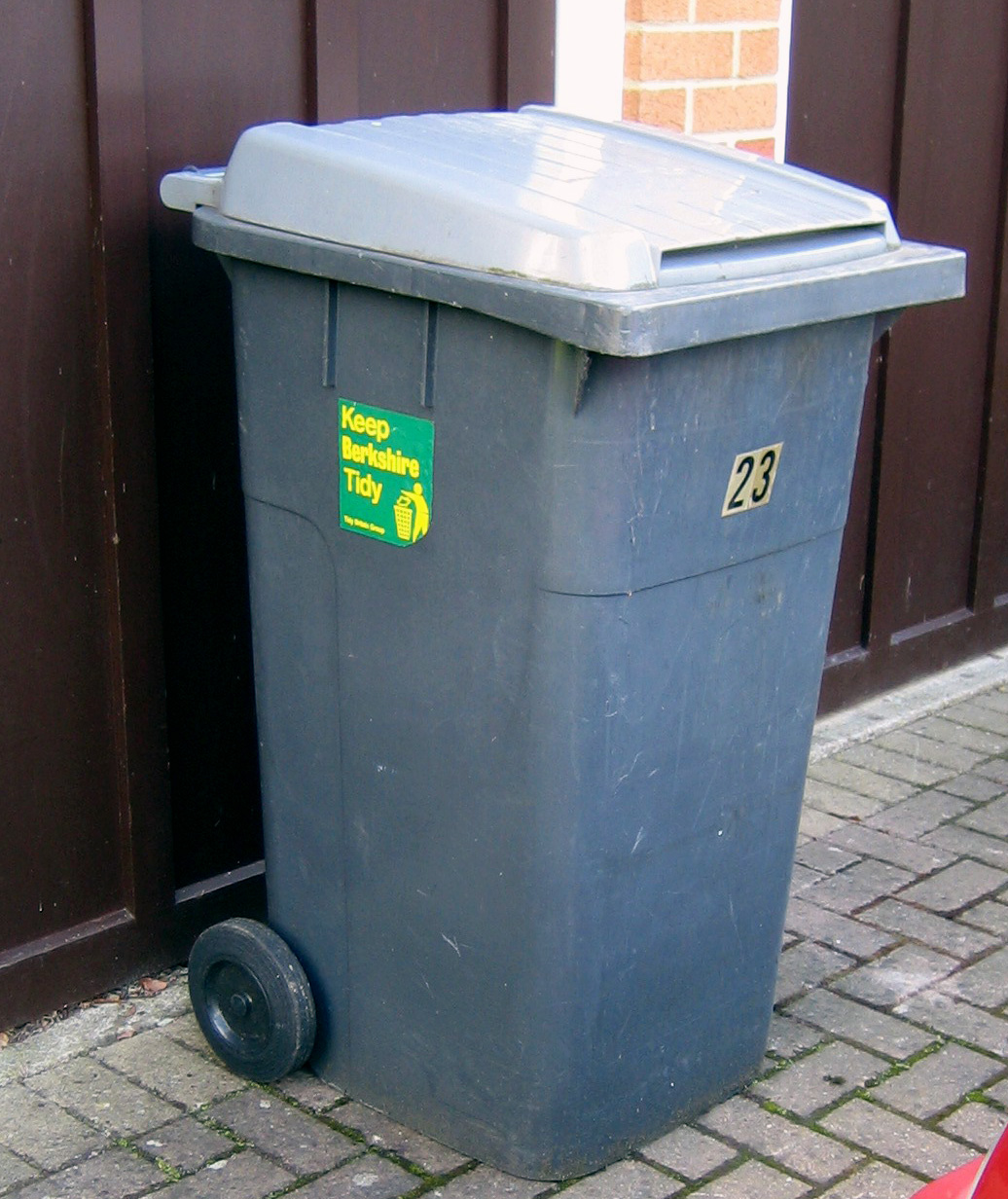
Plastová popelnice

Pro sběr komunálního odpadu jsou použity sběrné nádoby tzv. kontejnery nebo popelnice,které jsou umístěny na shromažďovacích místech.

## Separační systémy
Komunální odpad je shromažďován pomocí separačních systémů:
- Svozový - odvoz firmou,která v obci zajišťuje svoz odpadu
- Přinášecí (donáškový) - systém použití při třídění odpadu
- Zálohový – odpad občan vrací na určené místo za tzv. zálohu, která je mu vrácena při odevzdání nespotřebované části (př.: vratné lahve)